# Sapromyza transcaucasica
Sapromyza transcaucasica är en tvåvingeart som beskrevs av Leander Czerny 1932. Sapromyza transcaucasica ingår i släktet Sapromyza och familjen lövflugor. Inga underarter finns listade i Catalogue of Life.